# Stoughton (Saskatchewan)
Stoughton ist eine Kleinstadt im kanadischen Bundesstaat Saskatchewan mit 652 Einwohnern (laut Volkszählung von 2021; 2016: 649 Einwohner) und einer Landfläche von 3,5 km². Es liegt südlich des Moose Mountain Provincial Parks. In Stoughton kreuzen sich die Highways 13, 33 und 47. Die Kleinstadt ist umgeben von der Rural Municipality of Tecumseh No. 65.
Die Siedlung begann im Jahr 1901 als "New Hope" nahe der heutigen Ortschaft als Gründung britischer Siedler. Als 1904 die Canadian Pacific Railway ihre Strecke nach Osten, die bis dahin im Nachbarort Arcola endete, nach Regina weiterführte und an der Stelle der heutigen Ortschaft ein Bahnbetriebswerk errichtete, gaben die Siedler von New Hope ihre Häuser auf und zogen an die neu entstandene Strecke. Im selben Jahr wurde die Ansiedlung unter dem Namen "Stoughton" als Village incorporiert.
Ursprünglich war Stoughton ein rein landwirtschaftliches Zentrum, das sich besonders auf Getreide und Ölfrüchte spezialisiert hatte. Seit der Mitte der 1950er Jahre wurden Ölfelder in der weiten Umgebung erschlossen und es siedelte sich, wie in den umliegenden Orten, entsprechende Kleinindustrie an. Die bis dahin rückläufigen Bevölkerungszahlen stiegen wieder an. 1960 wurde das Dorf zur Town mit eigener Verwaltung erklärt.
Für statistische Auswertungen ist Stoughton der Saskatchewan Census Division No. 1 zugeordnet.